# Fèlix Sogas i Mascaró
Fèlix Sogas i Mascaró (Vilafranca del Penedès, 30 d'agost de 1939) és un polític català, alcalde de Vilafranca del Penedès i diputat al Parlament de Catalunya en la V Legislatura.

## Biografia
Diplomat en ciències socials a l'Institut Catòlic d'Estudis Socials de Barcelona, és soci de l'Institut d'Estudis Penedesencs. Militant successivament del Moviment Socialista de Catalunya, de Convergència Socialista de Catalunya i finalment del Partit dels Socialistes de Catalunya, fou escollit alcalde de Vilafranca del Penedès a les eleccions municipals espanyoles de 1979, ocupant el càrrec fins a 1986. De 1981 a 1986 fou vicepresident de la Mancomunitat Penedès-Garraf.
Fou elegit diputat a les eleccions al Parlament de Catalunya de 1999 pel PSC-Ciutadans pel Canvi, i ha estat secretari de la Comissió d'Agricultura, Ramaderia i Pesca i de la Comissió d'Estudi sobre la Problemàtica del Món Rural a Catalunya. Va dimitir per motius de salut el setembre de 2001. També és membre de la Fundació proPenedès.